# Île Sanak
L'île Sanak fait partie des Îles Fox (Îles Aléoutiennes) dans l’État d'Alaska aux États-Unis. 
Elle a été habitée par les Aléoutes depuis des milliers d'années.
En 1828, les Russes ont déplacé les populations vers la Péninsule de l'Alaska pour préserver les zones de chasse à la loutre, et l'île n'a plus jamais été habitée depuis. Une petite base militaire y avait été établie pendant la Seconde Guerre mondiale par l'armée des États-Unis.
Actuellement, l'île ne peut être rejointe que par hydravion depuis King Cove. De 2004 à 2007, un groupe de scientifiques est venu sur l'île pour y étudier la faune et la flore, ainsi que les vestiges de l'occupation humaine. 
Deux naufrages ont eu lieu à proximité, en 1906 et en 1943.